# Streamy Awards
Премия YouTube Streamy Awards, также известная как Streamy Awards или Streamys - это шоу с вручением награды, ежегодно вручаемое американской транснациональной телевизионной продюсерской компании, основанным радио и телеведущим Диком Кларком и частной компании Tubefilter. Премия вручается в знак признания выдающихся достижений в онлайн-видео, включая режиссуру, актерское мастерство, продюсирование и написание текстов. Официальная церемония вручения наград проходит в Лос-Анджелесе, Калифорния. Это первая в истории премия где есть номинация, посвященная веб-сериалу.

## История
Премия Streamy Awards была учреждена исполнительными продюсерами Дрю Болдуином, Брэди Брим-Дефорестом и Марком Хустведтом из Tubefilter, а также Джошуа Коэном и Джеймисоном Тилснером из Tilzy.tv.
Победители в более чем 30 категориях, включая "Выбор аудитории" и "Видовую награду", были объявлены впервые 28 марта 2009 года в Театре Уодсворта на 1-й ежегодной церемонии награждения Streamy Awards. Победители 1-й премии Streamy включали индивидуальных лауреатов (Лучший мужской и женский актер) и веб-сериалы. Каждый год некоторые награды вручаются до основной церемонии на Streamys Craft Awards.
2-я ежегодная церемония награждения Streamy Awards была проведена актером/комиком Полом Широм и транслировалась в прямом эфире из театра Орфеум 11 апреля 2010 года. В процессе столкнулись с техническими проблемами и перебоями из-за людей, прорывающихся на сцену и прерывающих ведущих. Это шоу включало онлайн-трансляцию через интернет.
В 2011 году Tubefilter вступил в партнерство с  создателями премии развлекательной индустрии Dick Clark Productions (компания American Music Awards) для со производства 3-й премии Streamy Awards, которая была проходила в 2013 году в Голливуд Палладиуме в Лос-Анджелесе и транслировалась на YouTube и нескольких потоковых сетях одновременно.
5-я церемония награждения Streamy Awards транслировалась в прямом эфире на VH1 17 сентября 2015 года, ведущие Грейс Хелбиг и Тайлером Оукли.
6-я церемония награждения Streamy Awards ведущая Кинг Бач, шоу транслировалась в прямом эфире на YouTube, 4 октября 2016 года из отеля Беверли Хилтон.
7-я церемония награждения Streamy Awards ведущий Джон Козарт,  трансляция в прямом эфире на Twitter, 26 сентября 2017 года из отеля Беверли Хилтон.
8-я церемония награждения Streamy Awards ведущие из актерской группы The Try Guys, транслировалась в прямом эфире на YouTube 22 октября 2018 года из отеля Беверли Хилтон.
9-я церемония награждения Streamy Awards транслировалась в прямом эфире на YouTube 13 декабря 2019 года из отеля Беверли Хилтон. Это была первая церемония награждения Streamy Awards, которая прошла без ведущего.
В 2020 году YouTube приобрел права на название премии Streamy Awards.
10-я церемония награждения Streamy Awards транслировалась на YouTube 12 декабря 2020 года, ведущие дрэг-квины Трикси Мэттел и Катей Замолодчиковой. Чтобы соблюдать требования социальной дистанции, дуэт вручал награды в автобусе, кружащемся по Лос-Анджелесу.
11-я церемония награждения Streamy Awards транслировалась на YouTube 11 декабря 2021 года. Ведущими были американский ютубер Ларри, вместе с Исса Твеймз,  шоу проходило в автобусе в Лос-Анджелесе.
12-я церемония награждения Streamy Awards состоялась 4 декабря 2022 года в отеле Беверли Хилтон в Лос-Анджелесе, ведущей ютубер  Airrack (известным в реальной жизни как Эрик Деккер), выступал на сцене Yung Gravy.
13-я церемония награждения Streamy Awards состоялась 27 августа 2023 года в отеле Беверли Хилтон и ведущий Мэт Пэтом. На этом шоу MrBeast выиграл награду "Создатель года" в четвертый раз подряд.

## Список шоу
| Порядок | Год  | Дата        | Место                                  | Город         | Ведущие                            | Вещание     |
| ------- | ---- | ----------- | -------------------------------------- | ------------- | ---------------------------------- | ----------- |
| 1       | 2009 | Март 28     | Театр Уодсворта                        | Лос-Анджелес  | Небыло                             | YouTube     |
| 2       | 2010 | Апрель 11   | Театр Орфей                            | Лос-Анджелес  | Paul Scheer                        | YouTube     |
| 3       | 2013 | Февраль 17  | театр Голливуд Палладиум               | Лос-Анджелес  | Крис Хардвик                       | YouTube     |
| 4       | 2014 | Сертябрь 7  | Беверли Хилтон                         | Беверли-Хиллз | Грейс Хелбиг и Hannah Hart         | YouTube     |
| 5       | 2015 | Сентябрь 17 | театр Голливуд Палладиум               | Лос-Анджелес  | Грейс Хелбиг и Мэтью Тайлер Окли   | VH1 YouTube |
| 6       | 2016 | Октябрь 4   | Беверли Хилтон                         | Беверли-Хиллз | King Bach                          | YouTube     |
| 7       | 2017 | Сентябрь 26 | Беверли Хилтон                         | Беверли-Хиллз | Jon Cozart                         | Twitter     |
| 8       | 2018 | Октябрь 22  | Беверли Хилтон                         | Беверли-Хиллз | The Try Guys                       | YouTube     |
| 9       | 2019 | Декабрь 13  | Беверли Хилтон                         | Беверли-Хиллз | Небыло                             | YouTube     |
| 10      | 2020 | Декабрь 12  | Автобус для вечеринок (из-за COVID-19) | Лос-Анджелес  | Трикси Маттел и Катя Замолодчикова | YouTube     |
| 11      | 2021 | Декабрь 11  | Автобус для вечеринок (из-за COVID-19) | Лос-Анджелес  | Larray и Issa Twaimz               | YouTube     |
| 12      | 2022 | Декабрь 4   | Беверли Хилтон                         | Беверли-Хиллз | Airrack                            | YouTube     |
| 13      | 2023 | Август 27   | Беверли Хилтон                         | Беверли-Хиллз | MatPat                             | YouTube     |

## Примечание
1. ↑  From 2020 to 2021, the show was presented from inside a party bus travelling around Los Angeles, California due to the COVID-19 pandemic.
2. ↑  The Streamy Awards will recognize the best online T. Los Angeles Times. 19 декабря 2008. Архивировано 21 октября 2012. Дата обращения: 22 апреля 2024.
3. ↑  Wetherbe, Jamie (Март 2009). Get Streamy (PDF). Geek Monthly. Архивировано из оригинала (PDF) 3 июля 2011.
4. ↑  Heffernan, Virginia (31 марта 2009). California Streamin': A Night for Web Serials. New York Times. Архивировано 17 февраля 2012. Дата обращения: 18 сентября 2009.
5. ↑  Web TV's Streamy Awards: Next Year It Could Be You Up There. LA Weekly. 30 марта 2009. Архивировано из оригинала 11 июня 2009. Дата обращения: 18 сентября 2009.
6. ↑  Dotdash Meredith - America's Largest Digital & Print Publisher (англ.). www.dotdashmeredith.com. Дата обращения: 30 апреля 2024. Архивировано 30 августа 2024 года.
7. ↑  Hurwitz, Daniel. And the 2015 Streamy Awards nominees are ... (амер. англ.). USA TODAY. Дата обращения: 30 апреля 2024. Архивировано 9 июля 2019 года.
8. ↑  Jarvey, Natalie. Vlogger Casey Neistat, Web Series ‘Mr. Student Body President’ Lead Nominations for 2017 Streamys (амер. англ.). The Hollywood Reporter (22 августа 2017). Дата обращения: 30 апреля 2024. Архивировано 1 мая 2024 года.
9. ↑  Spangler, Todd. YouTube Streamy Awards 2021 Nominations Announced, MrBeast Leads With Seven Nods (амер. англ.). Variety (20 октября 2021). Дата обращения: 30 апреля 2024. Архивировано 20 октября 2021 года.
10. ↑  Spangler, Todd. YouTube Streamy Awards 2020 to Be Hosted by ‘RuPaul’s Drag Race’ Alums Trixie Mattel and Katya (амер. англ.). Variety (3 декабря 2020). Дата обращения: 30 апреля 2024. Архивировано 4 декабря 2020 года.
11. ↑  Shreyan Mukherjee. MrBeast reveals why he missed Streamy Awards 2023 despite bagging Creator of the Year for the fourth time in a row (29 августа 2023). Дата обращения: 30 апреля 2024. Архивировано 29 марта 2024 года.